# Зографос, Панайотис
Панайотис Зографос (греч. Παναγιώτης Ζωγράφος; годы рождения и смерти неизвестны), по другим сведениям: Димитрис Зографос (Δημήτρης Ζωγράφος) — греческий художник-самоучка, получивший широкую известность благодаря 25 картинам, написанными им по заказу и под руководством героя Освободительной войны Греции 1821—1829 годов генерала Иоанниса Макриянниса.

## Биография

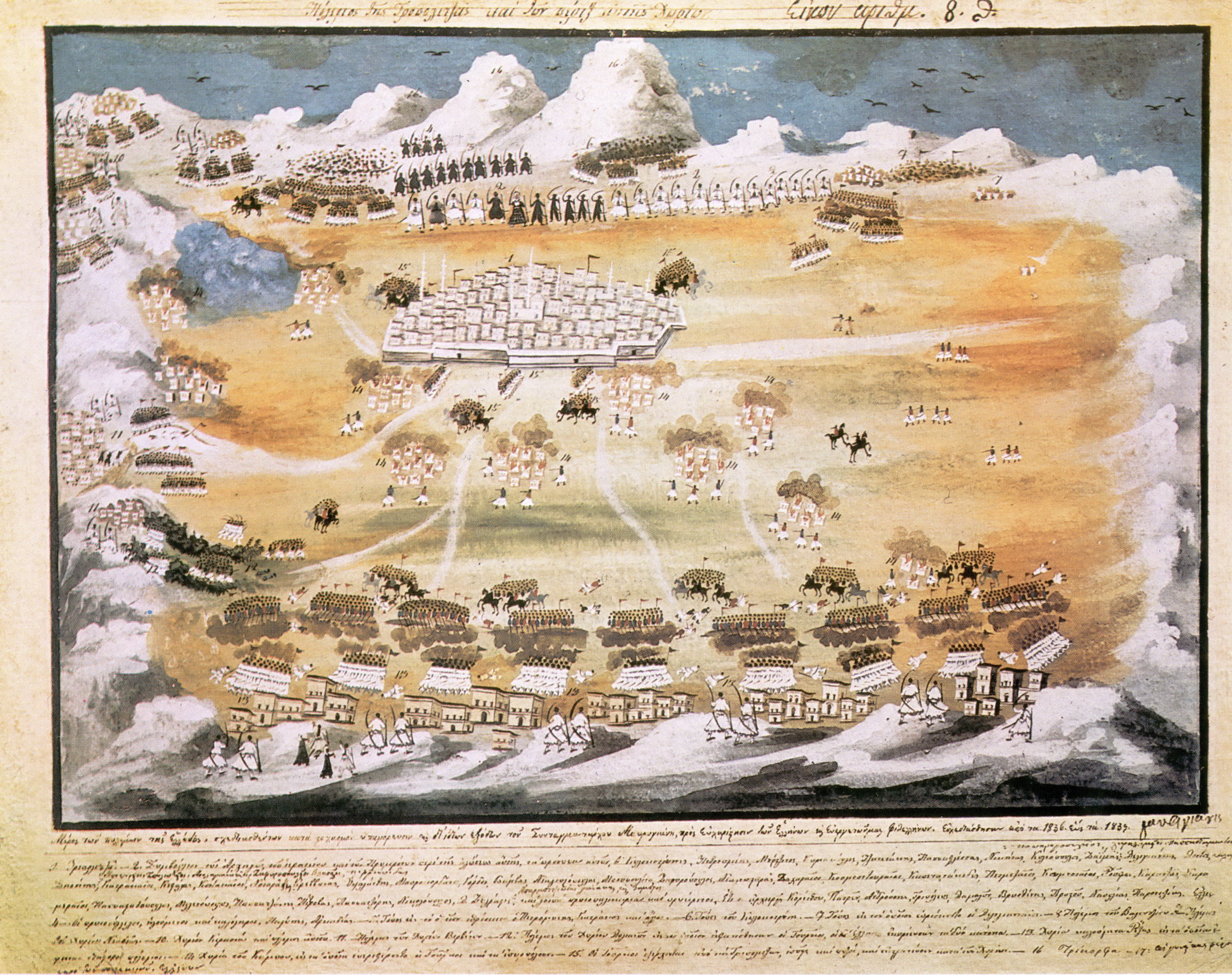
Осада Триполицы

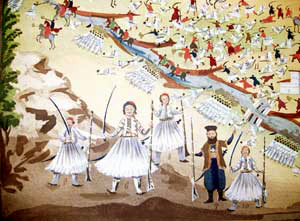
Битва при Аламане

Панайотис Зографос родился в Вордонии в Лаконии на Пелопоннесе. Нет достоверных данных о датах его рождения и смерти. Скорее всего Зографос не является его настоящей фамилией, поскольку по-гречески она означает художник. Более того, даже его имя оспаривается, поскольку по некоторым сведениям его настоящее имя — Димитрис.
Известно и подтверждается Макрияннисом, что Панайотис Зографос участвовал в Освободительной войне и был знаком с ним. Работая над своими мемуарами, Макрияннис пришел к выводу, что они должны сопровождаться иллюстрациями. Картины европейских художников романтической школы и классицистов были чужды полуграмотному военачальнику. Несколько работ малоизвестных европейских художников, выполненных по заказу Макриянниса, не удовлетворили его.
Макрияннис, зная, что большинство населения ещё оставалось неграмотным и полуграмотным, считал, что его летопись (мемуары) должна сопровождаться доступными для широкой публики изобразительными воспроизведениями-разъяснениями исторических сцен.
Так в 1836 году Макрияннис обратился к Зографосу.
Зографос был деревенским иконописцем-самоучкой, работавшим в поствизантийской традиции. К тому же, как участник войны он видел своими глазами то, что Макрияннис хотел передать через кисть Зографоса.
Для Макриянниса эти картины — не живопись. Он и не ставил себе целью способствовать изобразительному искусству тех лет. Более того, сам Макрияннис не особенно был доволен конечным эстетическим результатом. 
Сотрудничество с Зографосом (и его двумя сыновьями) должно было с точностью отобразить его мысли и видение Освободительной войны, ряд действительных событий и конкретных символизмов.
Именно поэтому все эти картины были подписаны следующим образом: «Мысль Макриянниса — рука Панайотиса Зографоса».
В действительности Зографос, под руководством Макриянниса, написал своего рода военные карты, отображая сражения Освободительной войны на суше и на море таким образом, чтобы зритель мог их «читать» как военный рапорт.
Но эти карты не могли быть простым описанием военных событий: они стали популярным отображением смысла, которым генерал придал Освободительной войне и его личных видений — национальных, политических, военных. Поэтому эти картины Зографоса, как исторические документы, трудно «читаемы» в отрыве от текста мемуаров генерала. Но они «читаемы» как художественные произведения, как малые шедевры самоучки Панайотиса (или Димитриса, отца Панайотиса, согласно Спиросу Асдрахасу), который сумел отобразить почти примитивный энтузиазм солдата.
Своим взглядом из истоков искусства и кистью, Зографос сумел создать оригинальные и смелые цветовые картины, которые чудесным образом сочетают поствизантийские отображения пейзажей, мотивы народных гравюр тех лет и свежесть детских рисунков.
Копии этих картин, выполненные также Зографосом и его сыновьями, были, согласно пожеланию Макриянниса, переданы королю Греции Оттону, российскому императору, королю Франции и королеве Великобритании.
Многие греческие историки отдают предпочтение этим картинам, иллюстрируя свои труды, в отличие от работ романтиков и классицистов, порой весьма далеких от реальной атмосферы Освободительной войны.